# Bankisus maculosus
Bankisus maculosus is een insect uit de familie van de mierenleeuwen (Myrmeleontidae), die tot de orde netvleugeligen (Neuroptera) behoort. 
Bankisus maculosus is voor het eerst wetenschappelijk beschreven door Hölzel in 1983.